# Da Qin
Da Qin (in cinese 大秦) è l'antico esonimo cinese indicante l'impero romano, rimasto in uso a indicare Roma nelle mappe cinesi fino al secolo XVI. Significa letteralmente "grande Qin", cioè "grande Cina", essendo Qin il nome del primo impero cinese della storia, a testimoniare la coscienza acquisita dai cinesi di non essere l'unica entità dotata di una sofisticata cultura e civiltà.
Dopo l'apertura della Via della Seta nel II secolo a.C., i romani occupavano un estremo di tale percorso mentre i cinesi occupavano l'altro, e questo potrebbe spiegare il nome "speculare".
La Cina non venne mai a contatto diretto con Roma nell'antichità, sebbene il generale Ban Chao della Dinastia Han condusse una spedizione fino al Mar Caspio nel 97 d.C. e un suo ambasciatore, Gan Ying, si avvicinò ulteriormente fino a raggiungere le coste del Mar Nero. 
Giunto nei pressi del Mar Nero, delle tribù di Parti gli suggerirono di non proseguire a causa delle enormi difficoltà che avrebbe trovato. I Parti, che controllavano i traffici relativi alla seta cinese importata da Roma, non potevano consentire che l'Impero romano e l'Impero Han stabilissero rapporti diretti.
Gan Ying lasciò una dettagliata descrizione dell'impero romano, che si pensa tuttavia redatta sulla base di informazioni di seconda mano.